# Kami (Miyagi)
Kami (加美町?) è una cittadina giapponese della prefettura di Miyagi.